# Bukit Timah (Hügel)
Der Bukit Timah (malaiisch für „Zinnhügel“) ist mit einer Höhe von 163,6 m die höchste Erhebung in Singapur. Der Hügel liegt nahe dem geographischen Zentrum des Stadtstaates. Unter anderem ist es Teil des Bukit-Timah-Reservates.

## Einzelnachweise

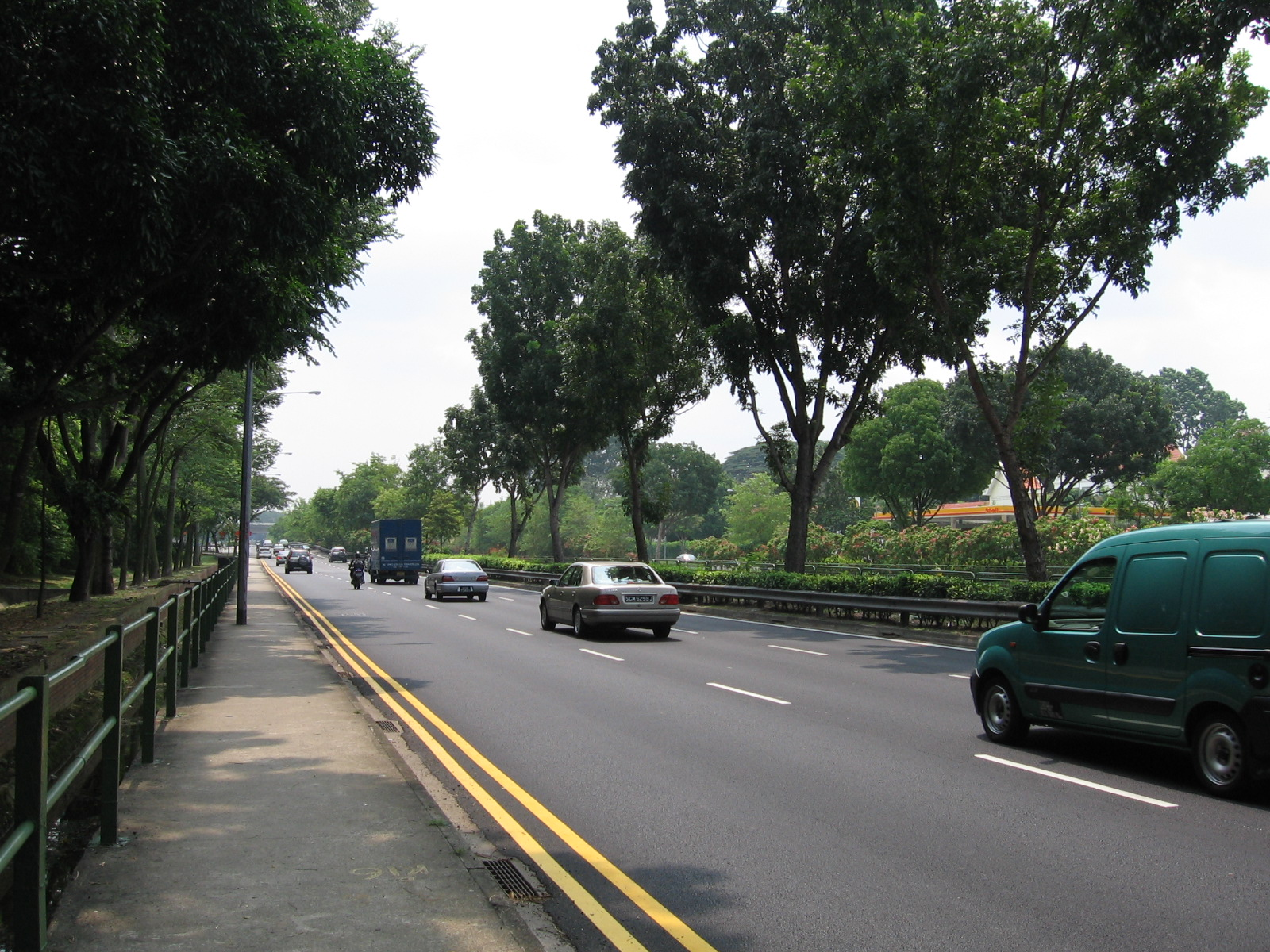
Bukit Timah Road verläuft unter anderem vorbei am Bukit Timah